# Joseph Janni
Joseph Janni est un producteur de cinéma britannique né le 21 mai 1916 à Milan (Lombardie) et mort le 29 mai 1994 à Londres (Angleterre).

## Biographie
Après avoir fait des études de cinéma au Centro sperimentale di cinematografia à Rome, il quitte l'Italie en 1939 pour l'Angleterre.

## Filmographie (sélection)
- 1950 : La Femme en question (The Woman in Question) d'Anthony Asquith
- 1951 : Des hommes comme les autres (White Corridors) de Pat Jackson
- 1952 : Something Money Can't Buy de Pat Jackson
- 1954 : Roméo et Juliette (Romeo and Juliet) de Renato Castellani
- 1956 : Ma vie commence en Malaisie (A Town Like Alice) de Jack Lee
- 1957 : À main armée (Robbery Under Arms) de Jack Lee
- 1958 : In the Pocket (The Big Money) de John Paddy Carstairs
- 1963 : Billy le menteur (Billy Liar) de John Schlesinger
- 1965 : Darling de John Schlesinger
- 1966 : Modesty Blaise de Joseph Losey
- 1967 ! Pas de larmes pour Joy (Poor Cow) de Ken Loach
- 1971 : Un dimanche comme les autres (Sunday, Bloody Sunday) de John Schlesinger
- 1979 : Yanks de John Schlesinger

## Distinctions

### Nominations
- Oscars du cinéma 1966 : Oscar du meilleur film pour Darling